# Eisenbahner-Siedlung Wedau

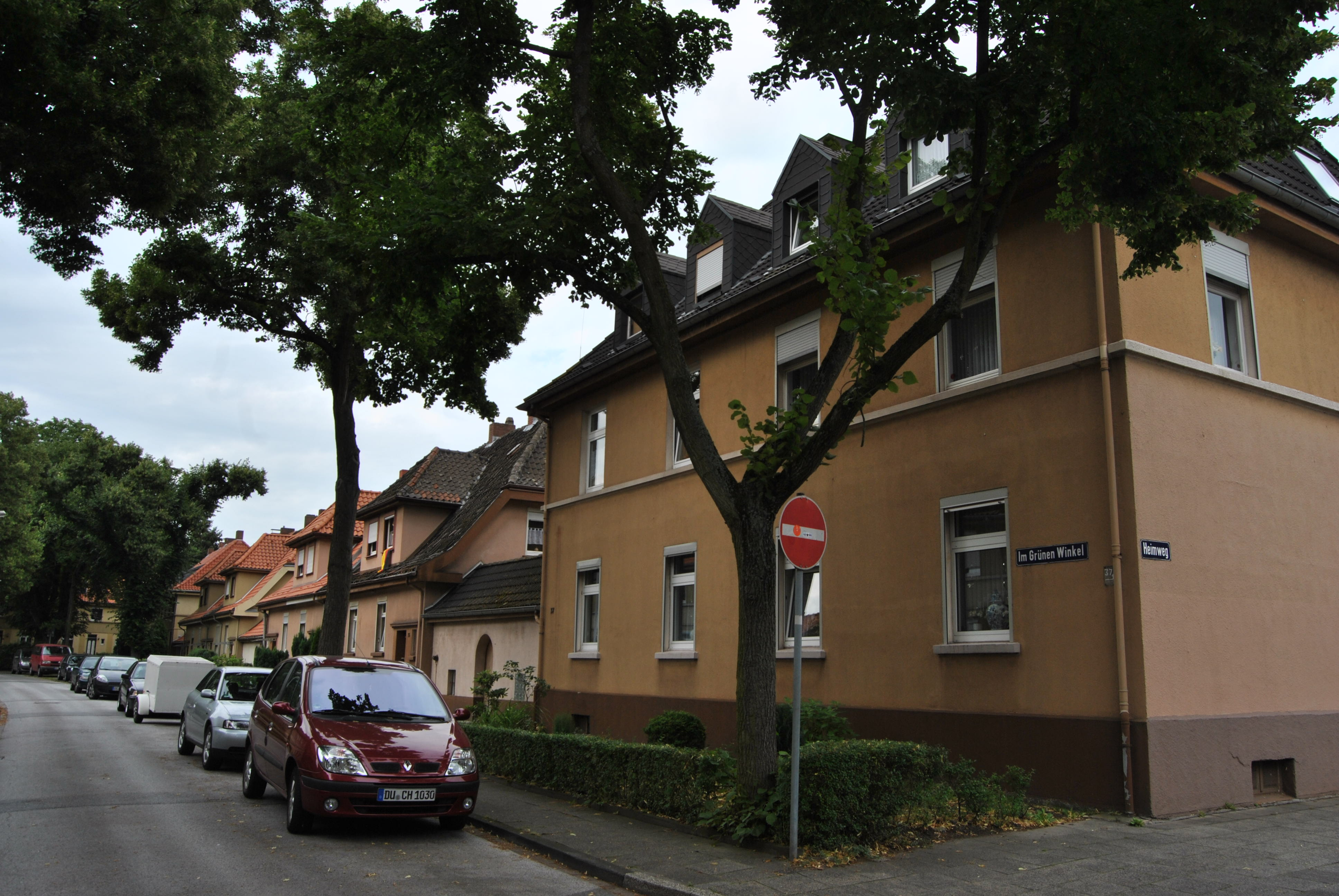
Straßenzug Im grünen Winkel

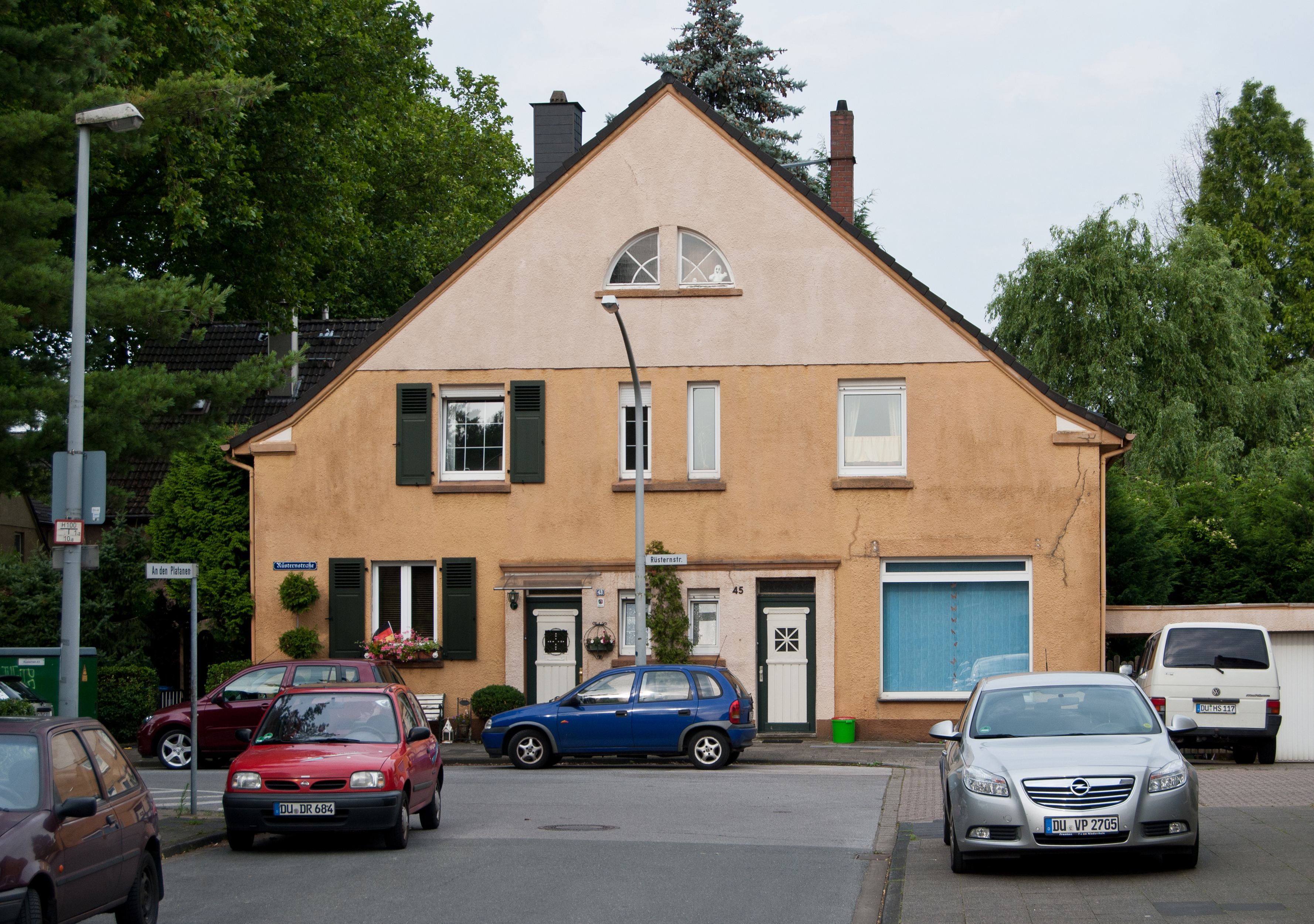
Typisches Doppelhaus (Rüsternstraße 43/45)

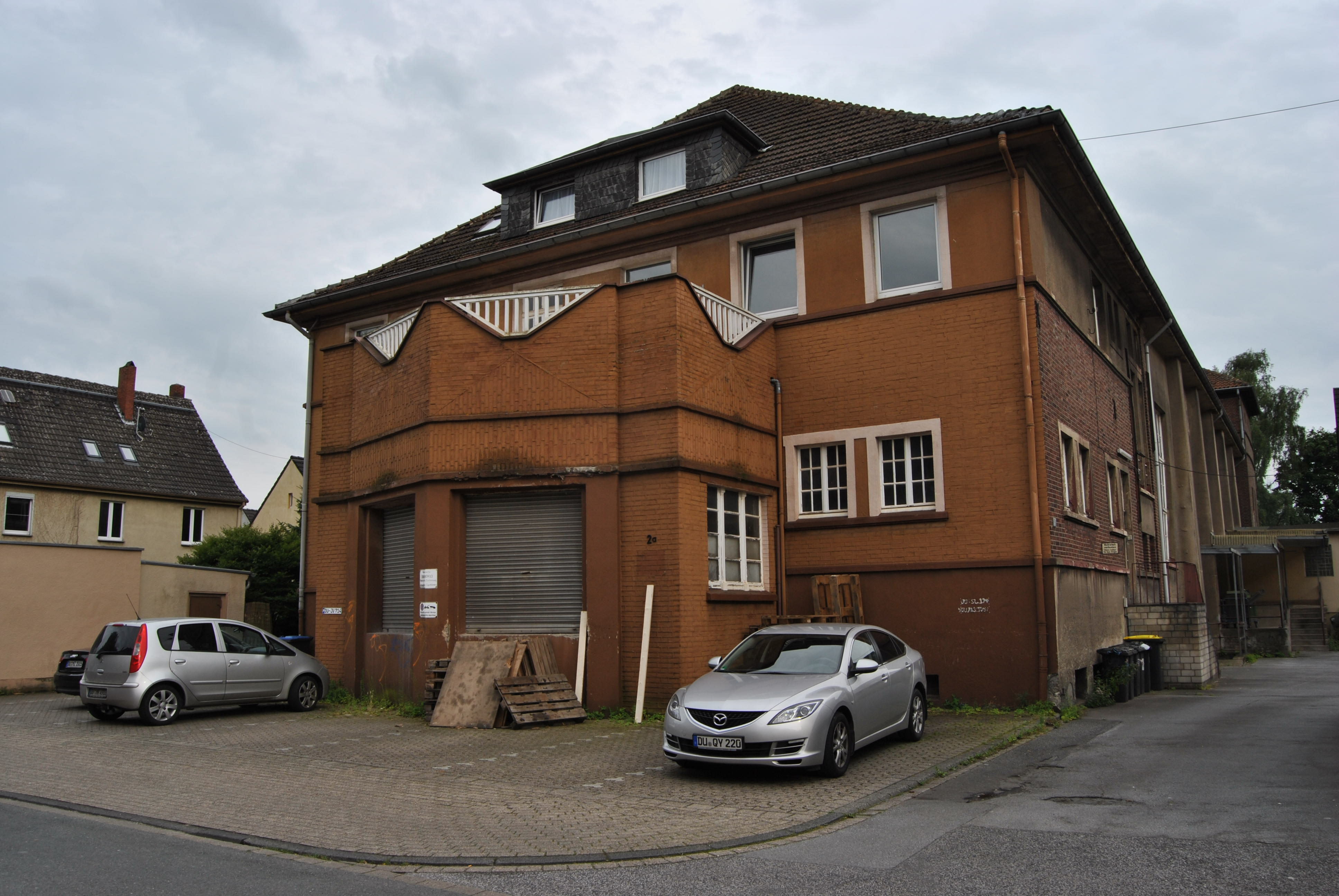
1928 als Saalbau erbautes ehemaliges Gesellschaftshaus

Die Eisenbahner-Siedlung Wedau ist eine Werksiedlung in Duisburg-Wedau. Sie wurde für das Bahnhofs- und Werkstättenpersonal der preußischen Eisenbahnen ab Anfang des 20. Jahrhunderts als Gartenstadt erbaut und steht seit 1999 unter Denkmalschutz.

## Lage
Die Siedlung liegt westlich des Bahnhofs Wedau. Sie wird im Norden durch die Wedauer Straße und im Westen durch den Kalkweg begrenzt. Im Süden liegt der Masurensee, der zu Baubeginn bereits als Baggersee vorhanden war. Zwischen Wiesen und Weiden auf sumpfigem Grund (Wedau = Weidenaue) entstanden war die Eisenbahnersiedlung der Keimpunkt des heutigen Ortsteils Wedau.

## Geschichte
1911 erwarb der dafür gegründete Beamtenwohnungsverein nahe dem Bahnhof die Baugrundstücke. 1913 gingen der stark erweiterte Rangierbahnhof, das Ausbesserungs- und Bahnbetriebswerk sowie der Personenbahnhof Wedau in Betrieb. Bereits ein halbes Jahr vorher wurde mit dem ersten Bauabschnitt begonnen, bis 1915 entstanden 312 Häuser mit 485 Wohnungen. Die Siedlung erhielt durch ihren zentralen Platz (Wedauer Markt) und die Infrastruktureinrichtungen (Läden, Post, Schule) einen dörflichen Charakter. Straßennamen wie Kehrwieder, Heimweg, Im grünen Winkel, An den Linden oder Ulmenweg unterstreichen dies. Als Architekt war Caspar Maria Grod tätig, von seinen Entwürfen wurde in späteren Ausbaustufen kaum abgewichen.
Nach dem Ersten Weltkrieg erfolgte die erste Erweiterungsstufe. Hier ging es besonders um die preisgünstige Wohnungsbeschaffung für kinderreiche Familien sowie – im Sinne des Kriegerheimstättengedankens – für Witwen und Waisen von Soldaten. Bis 1925 kamen 158 weitere Gebäude sowie eine katholische und eine evangelische Kirche hinzu. 1928 wurde der Theatersaal errichtet. Ab 1925 trat der neugegründete Bauverein Wedau eGmbH als Bauträger und Eigentümer auf.
Durch vereinzelte Erweiterungen ab 1930 wuchs der Bestand auf insgesamt 611 Häuser mit 1043 Wohnungen an.

## Gestaltung
Ähnlich der Margarethenhöhe in Essen folgt die Siedlung dem Konzept der Gartenstadt: Anlage von Plätzen und Höfen, versetzte Anordnung von Häusergruppen und Straßen, viele Freiflächen mit Bäumen, innen liegende Hausgärten mit eigenen Wirtschaftswegen. Die meist zweigeschossigen Häuser sind mit eingeschossigen Verbindungsbauten zu Zügen von zwei bis 10 Einheiten zusammengefasst. Die Dachflächen und -aufbauten sind sehr abwechslungsreich gestaltet mit Sattel-, Walm-, Krüppelwalm- und Mansarddächern, verschiedenen Giebeln und Gauben (auch Fledermausgauben), sowie Schiefer- und Holzverkleidungen, Erker setzen einzelne Akzente. Die Häuser stehen auf Kellermauern aus Beton mit darauf aufgesetzten Mauerwerk aus Schwemmstein mit hellem Zementputz, der Sockelbereich ist oft mit Bruchstein verkleidet. Jede Wohnung hat einen eigenen Eingang, meist mit Freitreppe. Viele der Türblätter sind noch im Original erhalten. Die Gärten, damals zur Selbstversorgung gedacht, sind über eigene Zugänge oder durch den Keller erreichbar. Ausgerüstet waren die Wohnungen mit WC, Küche und teilweise Spülküche, Einbauschränken und teilweise Speisekammern, Waschkesseln, Badeöfen und – bis auf das Wohnzimmer – mit Beleuchtungsanlagen.
Neben den baulichen Gegebenheiten wurden auch andere Reformideen umgesetzt, dazu gehörten Fortbildungseinrichtungen wie Bücherei und Leseraum, ein Konsumverein, die Genossenschaft als Mietervereinigung sowie eine eigene Spar- und Darlehenskasse. Als weitere Gebäude sind bemerkenswert: ein Ledigenheim (in den Häusern gab es auch zusätzliche vermietbare Kammern unter dem Dach), das Gasthaus „Unter den Eichen“, ein Gemeinschaftshaus für Vereine, eine eigene Kläranlage für die Siedlung, ein Gartenbaubetrieb mit Kleintierzucht (zur Abgabe von Pflanzen und Tieren an die Bewohner) sowie eine Luft- und Freibadeanstalt. Finanziert wurde dies durch Spenden und den Gewinn der Spar- und Darlehenskasse. Ärzte, eine Apotheke und Sozialstation rundeten das Angebot ab.
Als eine der drei Gartenstadtsiedlungen im Rheinland (die anderen sind die Margarethenhöhe in Essen und die Gartensiedlung Gronauerwald in Bergisch Gladbach) wurde die Siedlung 1999 unter Denkmalschutz gestellt. Sie stellt „ein herausragendes Beispiel für die Umsetzung gartenstädtischer Ideen auf genossenschaftlicher und gemeinnütziger Basis dar“. Die Stadt Duisburg hat zum Schutz und zur Pflege der Denkmäler eine Gestaltungssatzung erlassen.